# Damalops
Damalops es un género extinto de bóvidos pertenecientes a la subfamilia Alcelaphinae que existió desde el Plioceno hasta el Pleistoceno en el sur de Asia y el este de África. La especie Damalops palaeindicus se encontró en la región de las montañas Siwalik al norte de India.